# Cratere Niepce
Niepce è un cratere lunare di 59,69 km situato nella parte nord-orientale della faccia nascosta della Luna.